# Otto IV ze Strzałą

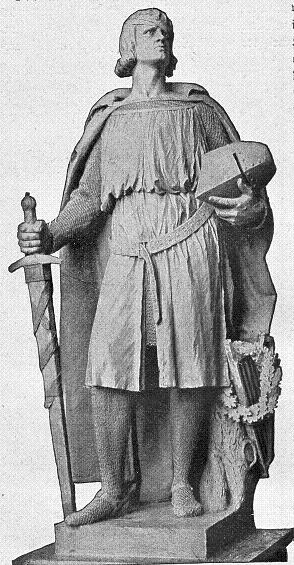
Berliński posąg Ottona IV

Otto IV ze Strzałą, niem. Otto IV. mit dem Pfeil (ur. ok. 1238, zm. 1308) – margrabia brandenburski na Stendal od 1266 (wraz z braćmi) z dynastii askańskiej.
Był synem margrabiego ze Stendal Jana I oraz jego pierwszej żony, Zofii, córki króla duńskiego Waldemara II Zwycięskiego. Wraz ze swoimi braćmi – starszym Janem II i młodszym Konradem – po śmierci ojca objął władzę w Brandenburgii-Stendal (z czasem, za życia Ottona, do współrządów dopuszczony został także kolejny brat Henryk I, a także synowie Konrada Jan IV i Waldemar). Bracia dzielili tytuł margrabiowski z kuzynami z innej linii dynastii askańskiej, panującymi w Salzwedel. Mimo że nie był najstarszym z braci, od początku wśród nich dominował. Znalazło to wyraz szczególnie w czasie konfliktu z kapitułą magdeburską o obsadzenie stanowiska arcybiskupa Magdeburga, na którym Otto chciał osadzić swego młodszego brata Eryka. W 1278 Otto został wzięty do niewoli przez Magdeburczyków. Po uwolnieniu (za wysoki okup) niezwłocznie rozpoczął działania wojenne, ale w 1280 r. pod Staßfurtem trafiony został w głowę strzałą, której nie dało się usunąć – chodził więc przez następny rok z grotem wbitym w czaszkę (stąd wziął się jego przydomek). Po dalszych starciach i negocjacjach z Magdeburgiem ostatecznie w 1283 Eryk został konsekrowany na arcybiskupa magdeburskiego.
Równocześnie z konfliktem z Magdeburgiem Otto uczestniczył od 1278 w walkach z książętami pomorskimi, a w Czechach brał udział w działaniach przeciwko Rudolfowi I Habsburgowi. Tak agresywna polityka doprowadziła do tego, że w 1283 sojusz przeciwko Ottonowi zawarły miasta bałtyckie (z Lubeką na czele), książęta sascy, książę pomorski Bogusław IV, książę rugijski Wisław II i książęta meklemburscy. Wobec takiej przewagi przeciwników Otto został zmuszony do podpisania w 1284 układu z książętami Pomorza i Rugii, na mocy którego zrzekał się swoich wcześniejszych zdobyczy poczynionych kosztem północnych sąsiadów.
Otto prowadził nie tylko konflikty zewnętrzne, ścierał się także z margrabiami brandenburskimi z innej, ottońskiej linii dynastii askańskiej (na Salzwedel): w 1290 pokonał swego kuzyna Ottona V Długiego, sprzymierzonego z książętami śląskimi. Pomiędzy kuzynami istniał spór o prawo do korzystania z godności elektorskiej. Sytuacja w rodzinie unormowała się w ostatnich latach XIII w., gdy bracia doszli do porozumienia (być może dzięki Albrechtowi I Habsburgowi).
Próba uzyskania dostępu do Bałtyku doprowadziła do konfliktu z księciem wielkopolskim Przemysłem II. Po śmierci tego ostatniego, zamordowanego w 1296 (zapewne przy udziale Ottona), jego miejsce jako rywala Brandenburgii w tym konflikcie zajął inny z polskich książąt, Władysław I Łokietek. W międzyczasie, w 1291, Otto rozszerzył swoje posiadłości na południu, kupując od Albrechta II Wyrodnego margrabstwo Landsbergu.
Starania Ottona o rozszerzenie granic Brandenburgii kosztem wszystkich właściwie sąsiadów spowodowały duże wyczerpanie jej zasobów. Z tego też powodu niemal wszystkie jego zdobycze w następnych dziesięcioleciach zostały na powrót utracone.
Otto występował także jako minnesinger – siedem z jego pieśni zachowało się do dzisiaj.
Otto był dwukrotnie żonaty. W 1262 poślubił Heilwigę z Holsztynu, a po jej śmierci ożenił się w 1308 z Juttą z Hennebergu, wdową po margrabim Łużyc Diezmannie. Nie miał dzieci.